# Сербін Олег Максимович
Оле́г Макси́мович Се́рбін (нар. 11 серпня 2001 у Запоріжжі) — український стрибун у воду, срібний призер чемпіонату Європи.

## Кар'єра

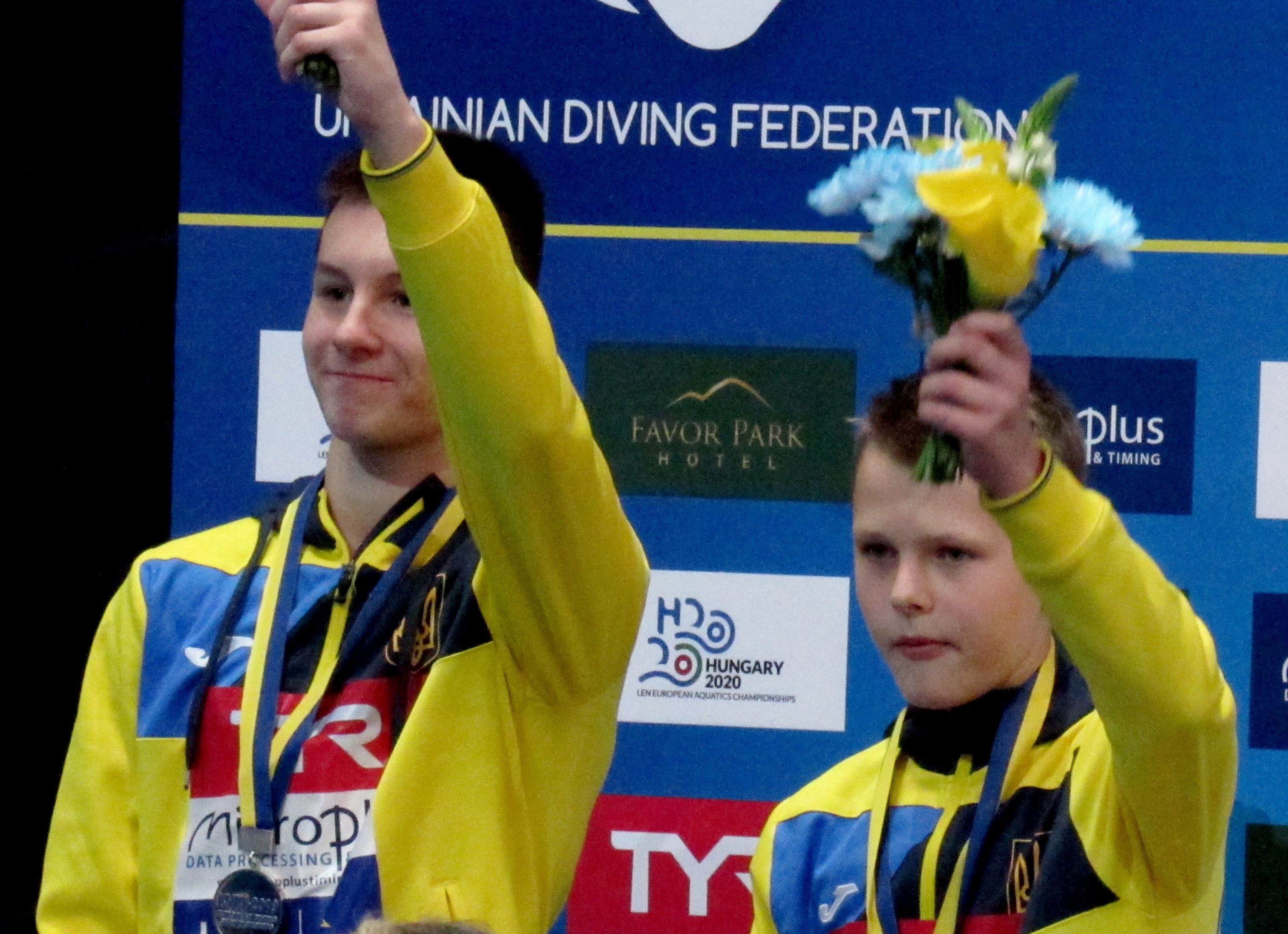
Олег Сербін та Олексій Середа — срібні призери чемпіонату Європи у синхроні на вишці

У 2019 році дебютував у національній збірній. На чемпіонаті світу зумів у парі з Олексієм Середою у фіналі синхронних стрибків здобути 4-те місце.
На домашньому чемпіонаті Європи спортсмен став срібним призером у синхронних стрибках з вишки так само в парі з Олексієм Середою. В індивідуальних стрибках посів шосте місце.